# Centre of New Zealand

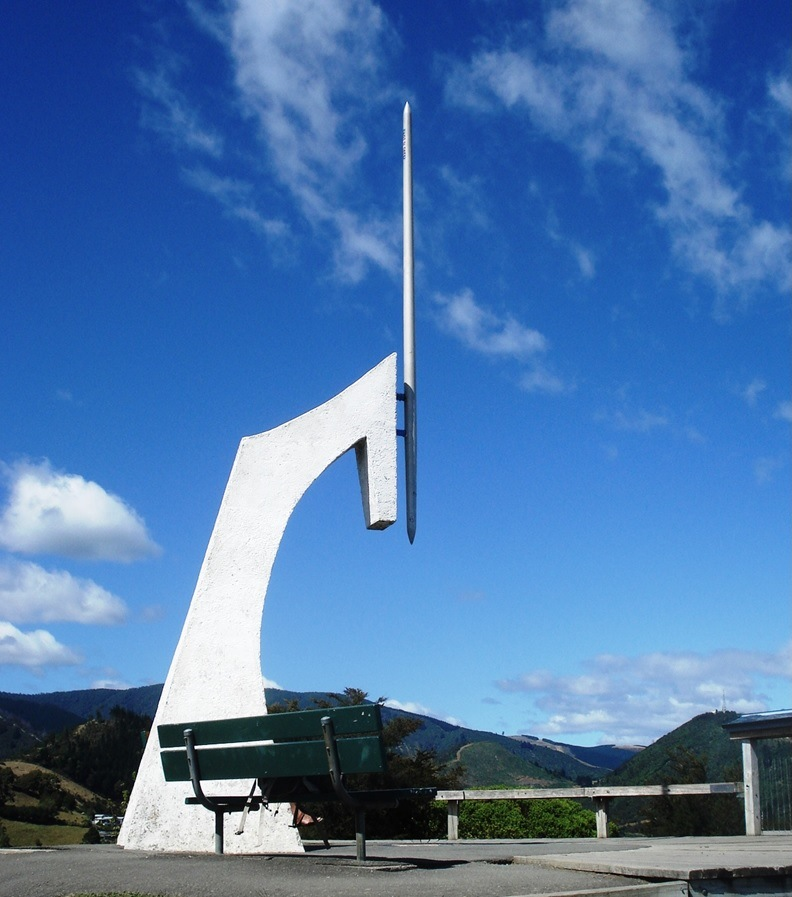
Das Denkmal Centre of New Zealand auf dem Botanical Hill in Nelson

DerNullpunkt der Vermessung – direkt unter dem Denkmal

Das Centre of New Zealand (= „Mittelpunkt Neuseelands“) ist ein Denkmal in Nelson, direkt östlich der Innenstadt im Park Botanical Reserve. Es befindet sich auf einer Plattform auf der Spitze des 147 m hohen Botanical Hill.

## Kein Mittelpunkt des Landes
Bei dem Centre of New Zealand handelt sich nicht um den tatsächlichen geographischen Mittelpunkt Neuseelands, sondern um den zentralen Ausgangspunkt (Null-Null-Punkt) der vollständigen Vermessung Neuseelands ab dem Jahr 1870 durch John Spence Browning. Ausgehend von dem hoch gelegenen Punkt wurde schrittweise die Vermessungen (Triangulationen) des Landes vorgenommen, bzw. vorhandene Vermessungen verbunden.
Über die Bestimmung des geographischen Mittelpunktes gab es in der Vergangenheit unterschiedliche Vorstellungen und Ansätze. Durchgesetzt hat sich die Sichtweise, das der Meeresboden des Festlandsockels des Landes, der eine Größe von 1,6 Millionen Quadratkilometer umfasst, mit zur geographischen Bestimmung des Mittelpunkts Neuseelands mit berücksichtigt werden muss. Im Jahr 2008 beantragten neuseeländische Wissenschaftler bei den Vereinten Nationen erfolgreich die Anerkennung des so genannten erweiterten Festlandsockels. Damit wurde das geografische Zentrum des Landes in den Tararua Ranges lokalisiert.

## Denkmal
Bei dem Denkmal handelt sich um eine 1968 errichtete, ca. 3 m hohe, hakenförmige Betonskulptur an deren Spitze sich eine ebenfalls ca. 3 m lange, senkrecht angebrachte Metallstange befindet (einen Trigonometrischen Punkt darstellend). Die Spitze der Metallstange weist auf den Punkt auf dem Boden darunter, an dem sich ein Markierungsstein (Vermessungspunkt) mit den Inschriften „N Z“ und „Survey 1877“ befindet. Der Stein selbst ist von einer Metallplatte (von 1968) mit Inschrift eingefasst – u. a. „Centre of New Zealand“.

## Aussichtspunkt
Von der Plattform am Centre of New Zealand hat man einen Rundumblick über Nelson und die Umgebung, durch die zentrale Lage und Lage in einem Park ist handelt es sich um einen beliebten Aussichtspunkt und beliebtes Ziel für Wanderungen, der auch in vielen Reiseführer erwähnt wird.

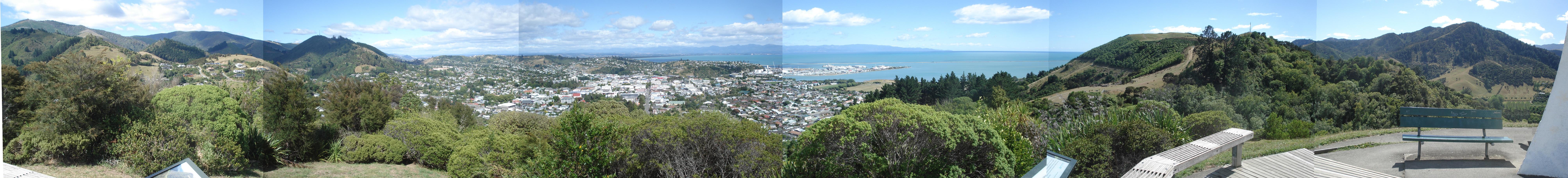
Rundblick von der Plattform auf dem Botanical Hill – rechts das Centre of New Zealand (zusammengesetztes Foto)